# Селезнёво (Курганская область)
Селезнёво — деревня в Мокроусовском районе Курганской области России. Входит в состав Куртанского сельсовета.

## География
Деревня находится на северо-востоке Курганской области, в пределах юго-западной части Западно-Сибирской равнины, в лесостепной зоне, к востоку от озера Стекленей, на расстоянии примерно 32 километров (по прямой) к северо-востоку от села Мокроусова, административного центра района. Абсолютная высота — 132 метра над уровнем моря.

### Климат
Климат характеризуется как континентальный, с холодной продолжительной малоснежной зимой и коротким жарким летом. Средняя температура воздуха самого холодного месяца (января) составляет −16,8 °C (абсолютный минимум — −44 °С); самого тёплого месяца (июля) — 18,5 °C (абсолютный максимум — 39 °С). Безморозный период длится 130 дней. Годовое количество атмосферных осадков — 429 мм, из которых 200 мм выпадает в тёплый период.

## Население
| 1989 | 2002 | 2010 |
| ---- | ---- | ---- |
| 40   | ↘1   | ↗2   |

### Национальный состав
Согласно результатам переписи 2002 года в деревне проживал один житель русской национальности.